# Pedro Ferreira de Oliveira
Pedro Ferreira de Oliveira (1801 — 1860) foi um político e militar brasileiro. 
Foi presidente da província do Rio Grande do Sul, de 4 de novembro de 1850 a 30 de junho de 1851.
Foi o responsável pela Missão Pedro Ferreira de Oliveira, missão esta que carrega seu nome. Tinha por objetivo tirar satisfação com o governo paraguaio em relação aos insultos ao diplomata brasileiro Filipe José Pereira Leal e pela quebra do acordo de 1850. Porém, só conseguiu cumprir um objetivo e por isto foi exonerado de seu cargo na Bacia do Prata.